# Vanyarci-patak
A Vanyarci-patak a Cserhátban ered, Vanyarc északi határában, Nógrád vármegyében, mintegy 230 méteres tengerszint feletti magasságban. A patak forrásától kezdve délkeleti irányban halad, majd Heréd településtől délre éri el a Bér-patakot.
Vanyarctól délre a Csurgó-patak és a Saj-völgyi-patak, Kállónál a Céklás-völgyi-patak, Versegnél a Kömrök-patak folyik bele.
A Vanyarci-patak vízgazdálkodási szempontból a Zagyva Vízgyűjtő-tervezési alegység működési területét képezi.

## Part menti települések
- Vanyarc
- Kálló
- Verseg
- Heréd